# Chaussée d'Antin – La Fayette (stanice metra v Paříži)
Chaussée d'Antin – La Fayette je přestupní stanice pařížského metra mezi linkami 7 a 9. Nachází se v 9. obvodu v Paříži na křižovatce ulic Rue de la Chaussée-d'Antin, Rue La Fayette a Boulevard Haussmann.

## Historie
Stanice byla otevřena 5. listopadu 1910 jako součást prvního úseku linky 7 mezi stanicemi Opéra a Porte de la Villette. 3. června 1923 přibylo nástupiště pro linku 9, která sem byla prodloužena ze stanice Saint-Augustin.
V roce 1989 u příležitosti 200. výročí Velké francouzské revoluce byl strop na nástupišti linky 7 vyzdoben freskou od umělce Jean-Paula Chambase s námětem markýze de La Fayette a Americké revoluce.

## Název
Stanice se původně jmenovala Chaussée d'Antin podle zdejší ulice. Název ulice lze přeložit jako Antinovo patro. Tento neobvyklý název vznikl tím, že zdejší oblast byla bažinatá a tak bylo cestu nutno zvýšet „o patro“. V ulici měl později palác Louis Antoine de Pardaillan de Gondrin, vévoda d’Antin (1665–1736), syn markýzy de Montespan a dozorce královských staveb, jež dodal ulici zbylé jméno.
V roce 1989 bylo jméno stanice upraveno do současné podoby přidáním názvu druhé ulice, pojmenované po
Gilbertu du Motier, markýzi de La Fayette (1757–1834).

## Zajímavosti v okolí
- Obchodní dům Galeries Lafayette